# Päronträd, Falsterbo

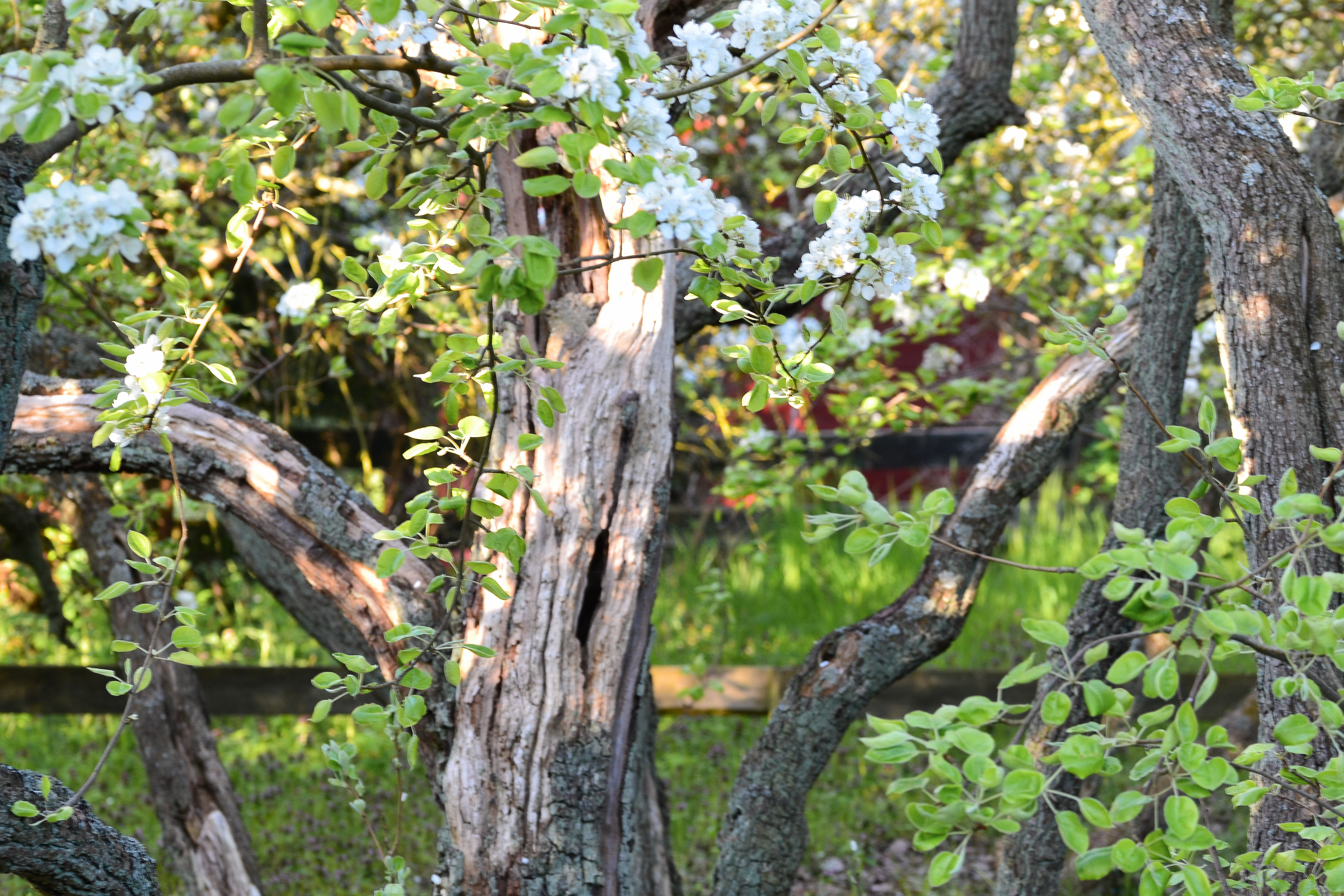
Stammen på det gamla päronträdet.

Det gamla päronträdet (Päronträd, Falsterbo) är ett naturminne på Päronträdsvägen i Falsterbo. 
Päronträdet skyddades av länsstyrelsen den 19 oktober 1949 på  begäran av Skånes naturskyddsförening. Det omtalas av Nicolovius i Folklivet i Skytts härad i Skåne år 1847.

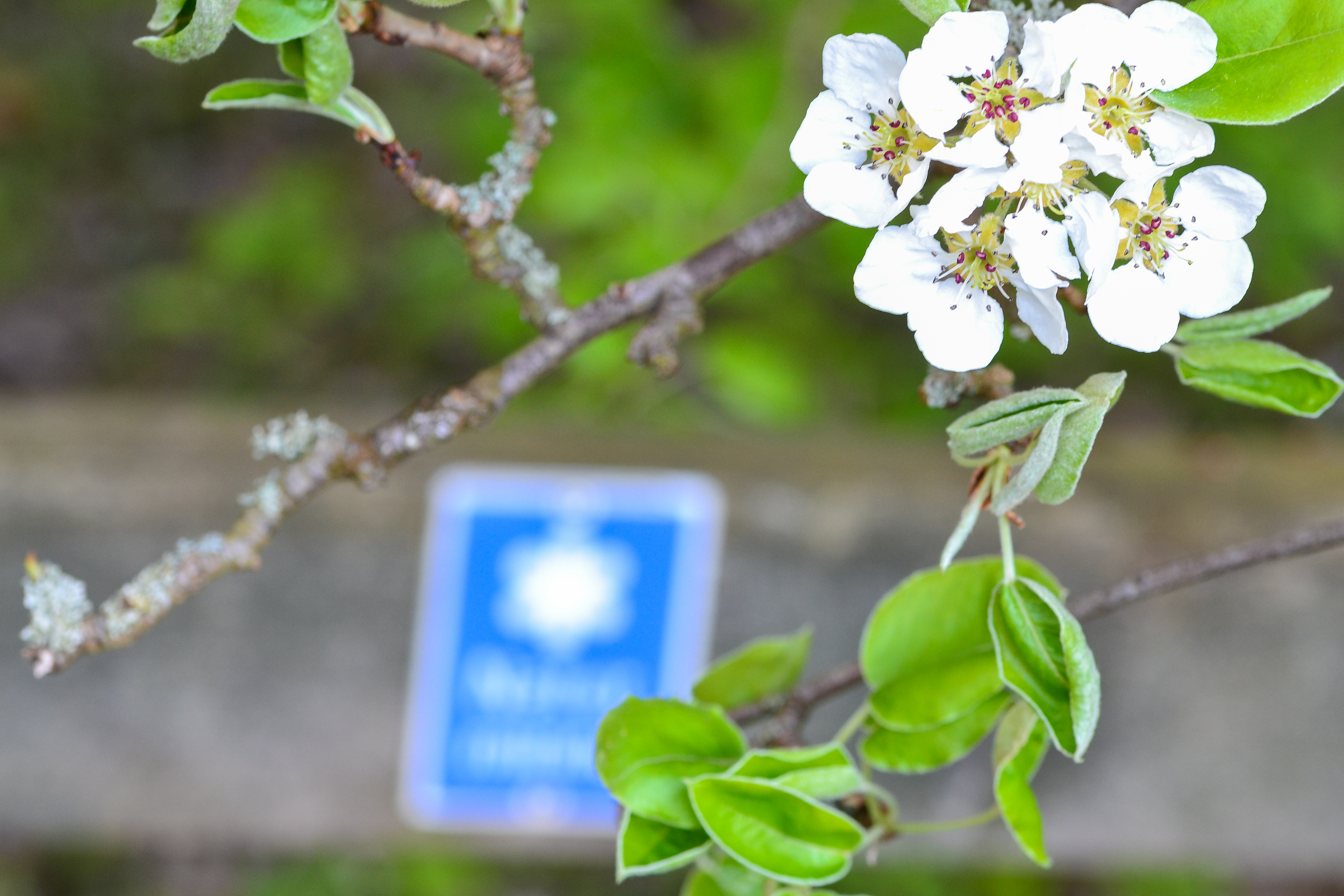
Skylten på trästaketet.

Vid en inventering 2004 bedömdes  trädet som dött, men efter rensning av omgivande växtlighet och sly blommade det och bar frukt år 2012. Trädet med dess många rotskott omges av ett trästaket med en tydlig skylt.

## Folktro om skomakare
Päronträdet förknippas med gammalt skrock och sägner. Det sägs att en skomakare med familj bor under det och att den som yttrar rätt trollformel och lämnar sina skor vid trädet vid midnatt nästa morgon kommer att finna dem nysulade. Skomakaren skall ha setts ridande på en stor sugga i omgivningarna.